# Arterias temporales profundas

Esquema de las ramas de la arteria maxilar. Las arterias temporales profundas son visibles en el segundo tramo, en la parte superior.

Las arterias temporales profundas anterior y media (TA: arteria temporalis profunda anterior, arteria temporalis profunda media) son dos arterias que se originan en la segunda porción de la arteria maxilar. Ascienden entre el músculo temporal y el hueso. La arteria temporal profunda anterior alcanza a la arteria lagrimal. 

## Ramas
- La temporal profunda anterior emite ramas para el hueso cigomático y el ala mayor del hueso esfenoides.[1]
- La temporal profunda media no presenta ramas.[1]

## Distribución
Ambas se distribuyen hacia el músculo temporal y se anastomosan con la arteria temporal media.